# Liste der Fornminnen in Hällaryd

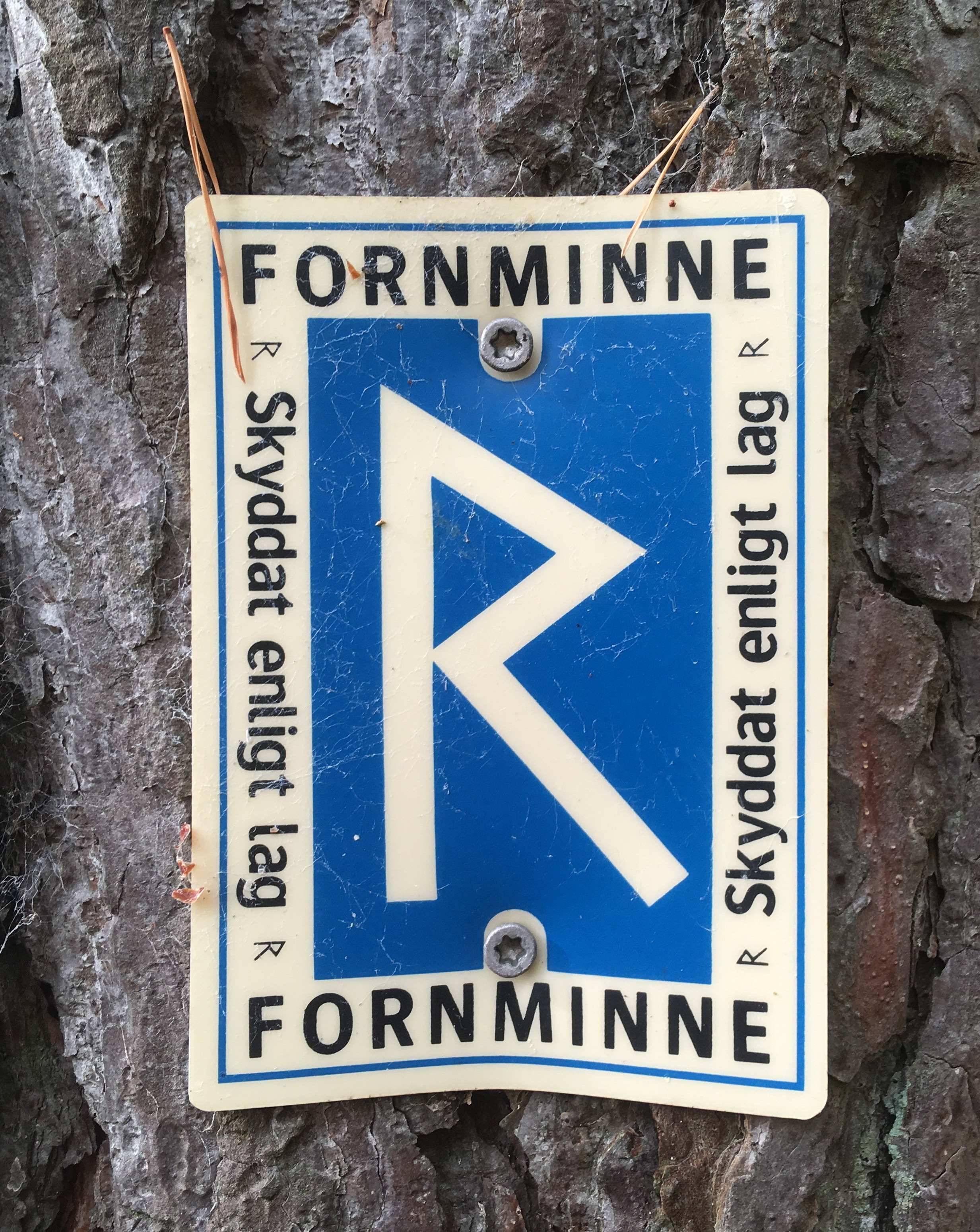
Zeichen für „Fornminnen“ in Schweden

Diese Liste der Fornminnen in Hällaryd zeigt die „alten/antiken Denkmale“ (schwedisch fornminnen) im ehemaligen Socken Hällaryd in der heutigen Gemeinde Karlshamm der südschwedischen Provinz Blekinge län, sie ist eine Teilliste der „Liste der Fornminnen in Blekinge“. Die Aufteilung basiert auf der historischen Zuordnung der Gebiete in Socken (siehe auch) und der Einteilung des Zentralamt für Denkmalpflege Riksantikvarieämbetet (RAÄ). Es werden die Fornminnen aufgeführt, die auf dem Suchdienst „Fornsök“ registriert sind, welcher weitere Informationen zu den bekannten kulturhistorischen Überresten in Schweden enthält.

## Begriffserklärung
Fornminnen (schwedisch für alte/antike Denkmale oder archäologische Funde) sind in Schweden alte Objekte und archäologische Funde (Fornlämningar), welche die Überreste menschlicher Aktivitäten in der Vergangenheit bezeichnen, die durch frühere Nutzung entstanden sind und dauerhaft aufgegeben wurden. Dabei gilt für Fornminnen, die vor 1850 entstanden sind, dass sie automatisch durch das Gesetz geschützt sind. Aber auch jüngere Überreste können zu Bodendenkmalen erklärt werden, wenn sie sich an ihrem ursprünglichen Standort befinden und weitgehend erdgebunden sind. Als Fornminnen zählen u. a. Siedlungen und Siedlungsreste aus prähistorischer Zeit, Gräber und Grabstätten, Burgruinen, Ruinen von Klöstern, Kirchen und Schlössern, Steine und Felsen mit Inschriften und Bildern (z. B. Runensteine und Petroglyphen), insofern sie nicht schon als Einzeldenkmal unter Byggnadsminnen (schwedisch für Baudenkmale) oder kyrkliga Kulturminnen (schwedisch für kirchliches Kulturgut) ausgewiesen sind.

## Legende
| ID           | = | ID.Nr. des Denkmalregisters (Fornsök) im schwedische Amt für nationales Kulturerbe (Riksantikvarieämbetet (RAÄ)) |
| Lage         | = | Koordinatenangabe des Standorts                                                                                  |
| Bezeichnung  | = | Bezeichnung des Denkmalobjekts (auch RAÄ-Nr.)                                                                    |
| Beschreibung | = | Name (Denkmaltyp/Dokumentenverweis im Arkivsök) sowie eine kurze Beschreibung des Objekts                        |
| Bild         | = | Bild des Objekts sowie Verweis auf weitere Bilder                                                                |

## Fornminnen Hällaryd
| ID             | Lage    | Bezeichnung (RAÄ-Nr.) | Beschreibung | Bild           |
| -------------- | ------- | --------------------- | --- | -------------- |
| 10099700010001 | (Karte) | Hällaryd 1:1          | Hällaryd 1:1 (Steinsetzung / L1979:5613) bitte Beschreibung ergänzen! | Weitere Bilder |
| 10099700020001 | (Karte) | Hällaryd 2:1          | Hällaryd 2:1 (Steinsetzung / L1979:5187) bitte Beschreibung ergänzen! | Weitere Bilder |
| 10099700030001 | (Karte) | Hällaryd 3:1          | Hällaryd 3:1 (Steinsetzung / L1979:5543) bitte Beschreibung ergänzen! | Weitere Bilder |
| 10099700030002 | (Karte) | Hällaryd 3:2          | Hällaryd 3:2 (Steinsetzung / L1979:5992) bitte Beschreibung ergänzen! | Weitere Bilder |
| 10099700050001 | (Karte) | Hällaryd 5:1          | Hällaryd 5:1 (Steinsetzung / L1979:5994) bitte Beschreibung ergänzen! | Weitere Bilder |
| 10099700070001 | (Karte) | Hällaryd 7:1          | Hällaryd 7:1 (Steinsetzung / L1979:5907) bitte Beschreibung ergänzen! | Weitere Bilder |
| 10099700080001 | (Karte) | Hällaryd 8:1          | Hällaryd 8:1 (Steinsetzung / L1979:3222) bitte Beschreibung ergänzen! | Weitere Bilder |
| 10099700090001 | (Karte) | Hällaryd 9:1          | Hällaryd 9:1 (Steinhügelgrab / L1979:3223) rechteckiges (ca. 8 x 7 m; bis zu 1 m hoch) bronzezeitliches Steinhügelgrab mittig mit einer runden etwa 3 m großen Grube und mit Böschungsgraben und Randkette, im Südwesten ein aufrechter größerer Stein; stark durch Steinabbau beschädigt. Befindet sich etwa 2 km südöstlich Hällaryd, gehört zu einer Gruppe aus insgesamt 6 Funden (2 Steinsetzungen Hällaryd 9:2 und 9:3 und 3 Petroglyphen Hällaryd 195, 323 und 324) nordöstlich um den Hof Matvikshamnsvägen 155-57 (Trensum). | Weitere Bilder |
| 10099700090002 | (Karte) | Hällaryd 9:2          | Hällaryd 9:2 (Steinsetzung / L1979:5960) bitte Beschreibung ergänzen! | Weitere Bilder |
| 10099700090003 | (Karte) | Hällaryd 9:3          | Hällaryd 9:3 (Steinsetzung / L1979:3224) bitte Beschreibung ergänzen! | Weitere Bilder |
| 10099700100001 | (Karte) | Hällaryd 10:1         | Hällaryd 10:1 (Steinsetzung / L1979:6019) bitte Beschreibung ergänzen! | Weitere Bilder |
| 10099700110001 | (Karte) | Hällaryd 11:1         | Hällaryd 11:1 (Steinsetzung / L1979:5559) bitte Beschreibung ergänzen! | Weitere Bilder |
| 10099700120001 | (Karte) | Hällaryd 12:1         | Hällaryd 12:1 (Steinsetzung / L1979:5560) bitte Beschreibung ergänzen! | Weitere Bilder |
| 10099700130001 | (Karte) | Hällaryd 13:1         | Hällaryd 13:1 (Steinsetzung / L1979:6074) bitte Beschreibung ergänzen! | Weitere Bilder |
| 10099700130002 | (Karte) | Hällaryd 13:2         | Hällaryd 13:2 (Steinsetzung / L1979:5561) bitte Beschreibung ergänzen! | Weitere Bilder |
| 10099700150001 | (Karte) | Hällaryd 15:1         | Hällaryd 15:1 (Steinsetzung / L1979:5697) bitte Beschreibung ergänzen! | Weitere Bilder |
| 10099700150002 | (Karte) | Hällaryd 15:2         | Hällaryd 15:2 (Steinsetzung / L1979:5696) bitte Beschreibung ergänzen! | Weitere Bilder |
| 10099700150003 | (Karte) | Hällaryd 15:3         | Hällaryd 15:3 (Grabstein / L1979:5373) bitte Beschreibung ergänzen! | Weitere Bilder |
| 10099700150004 | (Karte) | Hällaryd 15:4         | Hällaryd 15.4 (Petroglyphe / L1979:5698) bitte Beschreibung ergänzen! | Weitere Bilder |
| 10099700160001 | (Karte) | Hällaryd 16:1         | Hällaryd 16:1 (Steinsetzung / L1979:5801) bitte Beschreibung ergänzen! | Weitere Bilder |
| 10099700170001 | (Karte) | Hällaryd 17:1         | Hällaryd 17:1 (Steinsetzung / L1979:5802) bitte Beschreibung ergänzen! | Weitere Bilder |
| 10099700180001 | (Karte) | Hällaryd 18:1         | Hällaryd 18:1 (Steinsetzung / L1979:5803) bitte Beschreibung ergänzen! | Weitere Bilder |
| 10099700200001 | (Karte) | Hällaryd 20:1         | Hällaryd 20:1 (Steinsetzung / L1979:5481) bitte Beschreibung ergänzen! | Weitere Bilder |
| 10099700210001 | (Karte) | Hällaryd 21:1         | Hällaryd 21:1 (Steinsetzung / L1979:5919) bitte Beschreibung ergänzen! | Weitere Bilder |
| 10099700220001 | (Karte) | Hällaryd 22:1         | Hällaryd 22:1 (Steinsetzung / L1979:5920) bitte Beschreibung ergänzen! | Weitere Bilder |
| 10099700260002 | (Karte) | Hällaryd 26:2         | Hällaryd 26.2 (Steinsetzung / L1979:5531) bitte Beschreibung ergänzen! | Weitere Bilder |
| 10099700270001 | (Karte) | Hällaryd 27:1         | Hällaryd 27:1 (Steinsetzung / L1979:5731) bitte Beschreibung ergänzen! | Weitere Bilder |
| 10099700270002 | (Karte) | Hällaryd 27:2         | Hällaryd 27:2 (Steinsetzung / L1979:6051) bitte Beschreibung ergänzen! | Weitere Bilder |
| 10099700280001 | (Karte) | Hällaryd 28:1         | Hällaryd 28:1 (Steinsetzung / L1979:5193) bitte Beschreibung ergänzen! | Weitere Bilder |
| 10099700290001 | (Karte) | Hällaryd 29:1         | Hällaryd 29:1 (Steinhügelgrab / L1979:5194) bitte Beschreibung ergänzen! | Weitere Bilder |
| 10099700300001 | (Karte) | Hällaryd 30:1         | Hällaryd 30:1 (Steinsetzung / L1979:5690) bitte Beschreibung ergänzen! | Weitere Bilder |
| 10099700320001 | (Karte) | Hällaryd 32:1         | Hällaryd 32:1 (Steinsetzung / L1979:5325) bitte Beschreibung ergänzen! | Weitere Bilder |
| 10099700330001 | (Karte) | Hällaryd 33:1         | Hällaryd 33:1 (Steinsetzung / L1979:5326) bitte Beschreibung ergänzen! | Weitere Bilder |
| 10099700340001 | (Karte) | Hällaryd 34:1         | Hällaryd 34:1 (Steinsetzung / L1979:5327) bitte Beschreibung ergänzen! | Weitere Bilder |
| 10099700350001 | (Karte) | Hällaryd 35:1         | Hällaryd 35:1 (Steinsetzung / L1979:5820) bitte Beschreibung ergänzen! | Weitere Bilder |
| 10099700360001 | (Karte) | Hällaryd 36:1         | Hällaryd 36:1 (Steinsetzung / L1979:5426) bitte Beschreibung ergänzen! | Weitere Bilder |
| 10099700360002 | (Karte) | Hällaryd 36:2         | Hällaryd 36:2 (Steinsetzung / L1979:5977) bitte Beschreibung ergänzen! | Weitere Bilder |
| 10099700360003 | (Karte) | Hällaryd 36:3         | Hällaryd 36:3 (Grabstein / L1979:5427) bitte Beschreibung ergänzen! | Weitere Bilder |
| 10099700370001 | (Karte) | Hällaryd 37:1         | Hällaryd 37:1 (Steinsetzung / L1979:5428) bitte Beschreibung ergänzen! | Weitere Bilder |
| 10099700380001 | (Karte) | Hällaryd 38:1         | Hällaryd 38:1 (Petroglyphe / L1979:5944) bitte Beschreibung ergänzen! | Weitere Bilder |
| 10099700390001 | (Karte) | Hällaryd 39:1         | Hällaryd 39:1 (Steinhügelgrab / L1979:6031) bitte Beschreibung ergänzen! | Weitere Bilder |
| 10099700390002 | (Karte) | Hällaryd 39:2         | Hällaryd 39:2 (Steinsetzung / L1979:6030) bitte Beschreibung ergänzen! | Weitere Bilder |
| 10099700400001 | (Karte) | Hällaryd 40:1         | Hällaryd 40:1 (Steinsetzung / L1979:6032) bitte Beschreibung ergänzen! | Weitere Bilder |
| 10099700410001 | (Karte) | Hällaryd 41:1         | Hällaryd 41:1 (Steinsetzung / L1979:5552) bitte Beschreibung ergänzen! | Weitere Bilder |
| 10099700420001 | (Karte) | Hällaryd 42:1         | Hällaryd 42:1 (Steinsetzung / L1979:5290) bitte Beschreibung ergänzen! | Weitere Bilder |
| 10099700430001 | (Karte) | Hällaryd 43:1         | Hällaryd 43:1 (Steinsetzung / L1979:5708) bitte Beschreibung ergänzen! | Weitere Bilder |
| 10099700450001 | (Karte) | Hällaryd 45:1         | Hällaryd 45:1 (Steinhügelgrab / L1979:5710) bitte Beschreibung ergänzen! | Weitere Bilder |
| 10099700460001 | (Karte) | Hällaryd 46:1         | Hällaryd 46:1 (Steinsetzung / L1979:5178) bitte Beschreibung ergänzen! | Weitere Bilder |
| 10099700470001 | (Karte) | Hällaryd 47:1         | Hällaryd 47:1 (Steinsetzung / L1979:5832) bitte Beschreibung ergänzen! | Weitere Bilder |
| 10099700470002 | (Karte) | Hällaryd 47:2         | Hällaryd 47:2 (Steinsetzung / L1979:5834) bitte Beschreibung ergänzen! | Weitere Bilder |
| 10099700470003 | (Karte) | Hällaryd 47:3         | Hällaryd 47:3 (Steinsetzung / L1979:5400) bitte Beschreibung ergänzen! | Weitere Bilder |
| 10099700470004 | (Karte) | Hällaryd 47:4         | Hällaryd 47:4 (Steinsetzung / L1979:5833) bitte Beschreibung ergänzen! | Weitere Bilder |
| 10099700480001 | (Karte) | Hällaryd 48:1         | Hällaryd 48:1 (Gräberfeld / L1979:5306) bitte Beschreibung ergänzen! | Weitere Bilder |
| 10099700510001 | (Karte) | Hällaryd 51:1         | Hällaryd 51:1 (Steinhügelgrab / L1979:6072) bitte Beschreibung ergänzen! | Weitere Bilder |
| 10099700510002 | (Karte) | Hällaryd 51:2         | Hällaryd 51:2 (Steinsetzung / L1979:6073) bitte Beschreibung ergänzen! | Weitere Bilder |
| 10099700520001 | (Karte) | Hällaryd 52:1         | Hällaryd 52:1 (Steinsetzung / L19795517) bitte Beschreibung ergänzen! | Weitere Bilder |
| 10099700530001 | (Karte) | Hällaryd 53:1         | Hällaryd 53:1 (Steinhügelgrab / L1979:5773) bitte Beschreibung ergänzen! | Weitere Bilder |
| 10099700540001 | (Karte) | Hällaryd 54:1         | Hällaryd 54:1 (Steinsetzung / L1979:5225) bitte Beschreibung ergänzen! | Weitere Bilder |
| 10099700540002 | (Karte) | Hällaryd 54:2         | Hällaryd 54:2 (Steinsetzung / L1979:5224) bitte Beschreibung ergänzen! | Weitere Bilder |
| 10099700550001 | (Karte) | Hällaryd 55:1         | Hällaryd 55:1 (Steinsetzung / L1979:5226) bitte Beschreibung ergänzen! | Weitere Bilder |
| 10099700560001 | (Karte) | Hällaryd 56:1         | Hällaryd 56:1 (Steinhügelgrab / L1979:5658) bitte Beschreibung ergänzen! | Weitere Bilder |
| 10099700580001 | (Karte) | Hällaryd 58:1         | Hällaryd 58:1 (Steinsetzung / L1979:5353) bitte Beschreibung ergänzen! | Weitere Bilder |
| 10099700590001 | (Karte) | Hällaryd 59:1         | Hällaryd 59:1 (Steinsetzung / L1979:5354) bitte Beschreibung ergänzen! | Weitere Bilder |
| 10099700610001 | (Karte) | Hällaryd 61:1         | Hällaryd 61:1 (Steinhügelgrab / L1979:6008) bitte Beschreibung ergänzen! | Weitere Bilder |
| 10099700620001 | (Karte) | Hällaryd 62:1         | Hällaryd 62:1 (Steinsetzung / L1979:5462) bitte Beschreibung ergänzen! | Weitere Bilder |
| 10099700630001 | (Karte) | Hällaryd 63:1         | Hällaryd 63:1 (Steinsetzung / L1979:5463) bitte Beschreibung ergänzen! | Weitere Bilder |
| 10099700670001 | (Karte) | Hällaryd 67:1         | Hällaryd 67:1 (Grabstein / L1979:5568) bitte Beschreibung ergänzen! | Weitere Bilder |
| 10099700680001 | (Karte) | Hällaryd 68:1         | Hällaryd 68:1 (Steinsetzung / L1979:5569) bitte Beschreibung ergänzen! | Weitere Bilder |
| 10099700690001 | (Karte) | Hällaryd 69:1         | Hällaryd 69:1 (Steinsetzung / L1979:5570) bitte Beschreibung ergänzen! | Weitere Bilder |
| 10099700700001 | (Karte) | Hällaryd 70:1         | Hällaryd 70:1 (Steinsetzung / L1979:5295) bitte Beschreibung ergänzen! | Weitere Bilder |
| 10099700730001 | (Karte) | Hällaryd 73:1         | Hällaryd 73:1 (Steinsetzung / L1979:5183) bitte Beschreibung ergänzen! | Weitere Bilder |
| 10099700750001 | (Karte) | Hällaryd 75:1         | Hällaryd 75:1 (Steinsetzung / L1979:5817) bitte Beschreibung ergänzen! | Weitere Bilder |
| 10099700780001 | (Karte) | Hällaryd 78:1         | Hällaryd 78:1 (Steinsetzung / L1979:5374) bitte Beschreibung ergänzen! | Weitere Bilder |
| 10099700800001 | (Karte) | Hällaryd 80:1         | Hällaryd 80:1 (Steinsetzung / L1979:5941) bitte Beschreibung ergänzen! | Weitere Bilder |
| 10099700820001 | (Karte) | Hällaryd 82:1         | Hällaryd 82:1 (Steinsetzung / L1979:5943) bitte Beschreibung ergänzen! | Weitere Bilder |
| 10099700830001 | (Karte) | Hällaryd 83:1         | Hällaryd 83:1 (Steinsetzung / L1979:6113) bitte Beschreibung ergänzen! | Weitere Bilder |
| 10099700830002 | (Karte) | Hällaryd 83:2         | Hällaryd 83:2 (Steinsetzung / L1979:5482) bitte Beschreibung ergänzen! | Weitere Bilder |
| 10099700850001 | (Karte) | Hällaryd 85:1         | Hällaryd 85:1 (Steinsetzung / L1979:5551) bitte Beschreibung ergänzen! | Weitere Bilder |
| 10099700850002 | (Karte) | Hällaryd 85:2         | Hällaryd 85:2 (Steinsetzung / L1979:5550) bitte Beschreibung ergänzen! | Weitere Bilder |
| 10099700860001 | (Karte) | Hällaryd 86:1         | Hällaryd 86:1 (Steinsetzung / L1979:5760) bitte Beschreibung ergänzen! | Weitere Bilder |
| 10099700860002 | (Karte) | Hällaryd 86:2         | Hällaryd 86:2 (Steinsetzung / L1979:5599) bitte Beschreibung ergänzen! | Weitere Bilder |
| 10099700860003 | (Karte) | Hällaryd 86:3         | Hällaryd 86:3 (Steinsetzung / L1979:5208) bitte Beschreibung ergänzen! | Weitere Bilder |
| 10099700880001 | (Karte) | Hällaryd 88:1         | Hällaryd 88:1 (Steinsetzung / L1979:5210) bitte Beschreibung ergänzen! | Weitere Bilder |
| 10099700890001 | (Karte) | Hällaryd 89:1         | Hällaryd 89:1 (Steinsetzung / L1979:5735) bitte Beschreibung ergänzen! | Weitere Bilder |
| 12000000130775 | (Karte) | Hällaryd 194          | Hällaryd 194 (Petroglyphe / L1979:5236) bitte Beschreibung ergänzen! | Weitere Bilder |
| 12000000130777 | (Karte) | Hällaryd 195          | Hällaryd 195 (Petroglyphe / L1979:5110) bitte Beschreibung ergänzen! | Weitere Bilder |
| 12000000134373 | (Karte) | Hällaryd 264          | Hällaryd 264 (Steinsetzung / L1978:8631) bitte Beschreibung ergänzen! | Weitere Bilder |
| 12000000134374 | (Karte) | Hällaryd 265          | Hällaryd 265 (Steinsetzung / L1978:8632) bitte Beschreibung ergänzen! | Weitere Bilder |
| 12000000134444 | (Karte) | Hällaryd 278          | Hällaryd 278 (Petroglyphe / L1978:8573) bitte Beschreibung ergänzen! | Weitere Bilder |
| 12000000134447 | (Karte) | Hällaryd 280          | Hällaryd x280 (Steinsetzung / L1978:8575) bitte Beschreibung ergänzen! | Weitere Bilder |
| 12000000134450 | (Karte) | Hällaryd 283          | Hällaryd 283 (Steinsetzung / L1978:8364) bitte Beschreibung ergänzen! | Weitere Bilder |
| 12000000134451 | (Karte) | Hällaryd 284          | Hällaryd 284 (Steinsetzung / L1978:8365) bitte Beschreibung ergänzen! | Weitere Bilder |
| 12000000134568 | (Karte) | Hällaryd 293          | Hällaryd 293 (Gräberfeld / L1978:8738) bitte Beschreibung ergänzen! | Weitere Bilder |
| 12000000134649 | (Karte) | Hällaryd 296          | Hällaryd 296 (Petroglyphe / L1978:8737) bitte Beschreibung ergänzen! | Weitere Bilder |
| 12000000134651 | (Karte) | Hällaryd 297          | Hällaryd 297 (Steinsetzung / L1978:8477) bitte Beschreibung ergänzen! | Weitere Bilder |
| 12000000134652 | (Karte) | Hällaryd 298          | Hällaryd 298 (Steinsetzung / L1978:8478) bitte Beschreibung ergänzen! | Weitere Bilder |
| 12000000134868 | (Karte) | Hällaryd 323          | Hällaryd 323 (Petroglyphe / L1978:8335) bitte Beschreibung ergänzen! | Weitere Bilder |
| 12000000134870 | (Karte) | Hällaryd 324          | Hällaryd 324 (Petroglyphe / L1978:8336) bitte Beschreibung ergänzen! | Weitere Bilder |
| 12000000134872 | (Karte) | Hällaryd 325          | Hällaryd 325 (Petroglyphe / L1978:8337) bitte Beschreibung ergänzen! | Weitere Bilder |
| 12000000134875 | (Karte) | Hällaryd 327          | Hällaryd 327 (Petroglyphe / L1978:8418) bitte Beschreibung ergänzen! | Weitere Bilder |
| 12000000134877 | (Karte) | Hällaryd 328          | Hällaryd 328 (Petroglyphe / L1978:8419) bitte Beschreibung ergänzen! | Weitere Bilder |